# Tirumalai Cunnavakum Anandan Pillai Rangachari
Tirumalai Cunnavakum Anandan Pillai Rangachari fue un diplomático, indio.
- Rangachari ha servido en Hong Kong, Pekín, y en la Misión Permanente ante la Sede de los Nacioes Unidas en Nueva York.
- De 1986 a 1991 fue  Alto Comisionado adjunto en Islamabad.
- De 1992 a julio de 1994 fue embajador en Argelia (Argel).
- De julio de 1994 a julio de 2000 fue secretario adjunto con China, en Nueva Delhi.
- De julio de 2000 a 2002 fue secretario del departamento ONU, en Nueva Delhi.
- De 24 de mayo de 2002 a  agosto de 2005 fue embajador en Berlín.
- De agosto de 2005  a  octubre de 2006 fue embajador en París.[1]
- En septiembre de 2007 fue retirado.[2]